# Фабрикант, Соломон
Соломон Фабрикант (англ. Solomon Fabricant; 15 августа 1906, Нью-Йорк — 13 сентября 1989) — американский экономист, преподаватель.
Бакалавр (1926) Сити-колледжа (Нью-Йорк); магистр (1930) и доктор философии (1938) Колумбийского университета. Преподавал в Нью-Йоркском университете (профессор с 1948). Являлся директором исследований Национального бюро экономических исследований (1953—1965). Погиб в автомобильной катастрофе.

## Основные произведения
- «Объемы промышленного производства с 1899 по 1937 гг.» (The Output of Manufacturing Industries, 1899—1937, 1941, в соавторстве с Дж. Шишкиным);
- «По направлению к рациональному бухгалтерскому учету в эпоху неустойчивых денег с 1936 по 1976 гг.» (Towards Rational Accounting, in an Era of Unstable Money, 1936—1976, 1976).